# Common Scrambling Algorithm
CSA (англ. Common Scrambling Algorithm — загальний алгоритм скремблювання) — алгоритм шифрування для захисту цифрового телевізійного потоку від несанкціонованого доступу. Алгоритм був розроблений організацією «ETSI» і прийнятий на консорціумі DVB в травні 1994 року.

## Використання алгоритму
Згідно з документами, опублікованими організацією DVB, всі технічні деталі алгоритму «CSA» є секретними. Будь-яка організація, яка бажає використовувати цей алгоритм шифрування при створенні власної системи умовного доступу, повинна отримати відповідну ліцензію і підписати угоду про нерозголошення отриманої інформації. Ці вимоги залишаються в силі попри те, що в даний час деталі алгоритму повсюдно відомі та проведено його ретельний криптоаналіз.

## Історія
У розробці алгоритму брали участь 4 європейські організації, що входять до складу ETSI, які в подальшому стали хранителями алгоритму. Це такі організації, як «Canal + SA», «Centre Commun d'Etudes de Télédiffusion et Télécommunications», «Irdeto BV» і «News Datacom Limited». Формально під назвою «Common Scrambling Algorithm» маються на увазі дві незалежні системи: Загальна система дешифрування (Common Descrambling System) і Технологія шифрування (Scrambling Technology).
Алгоритм «CSA» був повністю засекречений аж до 2002 року. Деякі деталі його реалізації можна було визначити з документів, таких як патенти. Однак найістотніші частини алгоритму, такі як S-блоки, були засекречені. Це робило неможливим використання алгоритму сторонніми розробниками без отримання відповідної ліцензії від DVB. В цей час всі реалізації алгоритму були виключно апаратними, що також ускладнювало зворотну розробку і відтворення алгоритму в будь-якому вигляді.
У 2002 році в світ вийшла програма FreeDec, в якій був програмно реалізований алгоритм «CSA». Аналіз виконуваних файлів цієї програми дозволив отримати дизасемблюваний код алгоритму з усіма відсутніми деталями. Після того, як алгоритм став розсекречений, у криптоаналітиків з'явилася можливість шукати його слабкі місця.

## Криптоаналіз алгоритму
В алгоритмі «CSA» існує ряд слабких місць, які дозволяють розкривати зашифровані повідомлення методами сучасного криптоаналізу.
Оскільки алгоритм був розроблений виключно для застосування в галузі передачі цифрового телевізійного потоку, стають заздалегідь відомі деякі ділянки відкритих повідомлень. До них належать заголовки MPEG-пакетів, деякі фрагменти яких мають передбачувану структуру. З точки зору криптоаналізу така особливість є суттєвою слабкістю криптографічного алгоритму, яка в даному випадку неминуча.
Як відомо, довжина ключа в «CSA» становить всього 64 біта (8 байт) і за сучасними криптографічними мірками криптографічним є дуже малою. Така довжина цілком допускає злом ключа методом грубої сили за скінченний час, який ще більше полегшується з урахуванням першої описаної слабкості. Більш того, фактична довжина секретного ключа становить всього 48 біт, оскільки два байти з восьми використовуються як контрольна сума (байти з номерами 3 і 7, якщо занумерувати байти ключа від 0 до 7). Ці байти обчислюються шляхом складання по модулю двох-трьох попередніх байт. Ще 16 біт можна визначити за допомогою таблиць пам'яті, побудованих на основі шифротексту. Таким чином, прямий перебір потрібно застосовувати тільки до 32 біт з 64, а другу половину ключа обчислювати на основі першої. При реалізації такого підходу на основі «ПЛІС» або з використанням «Cell-процесора» підбір ключа повинен займати не більше 1 секунди. Однак, щоб перевірити, чи є підібраний ключ вірним, необхідно проаналізувати заголовки отриманих MPEG-пакетів. Це створює певні обчислювальні труднощі при реалізації методів злому.
Після того, як були виявлені слабкості алгоритму «CSA», стало можливим в принципі отримати доступ до будь-яких відео даних, зашифрованих з його використанням. Це створює певні труднощі для численних мовників цифрового телебачення в Європі та інших місцях, що використовують системи умовного доступу на основі алгоритму «CSA». Попри це, ніякі криптографічні атаки на алгоритм в даний час не опубліковано, і він продовжує широко використовуватися.